# Jilakin
Jilakin är en ort i Australien. Den ligger i kommunen Kulin och delstaten Western Australia, omkring 250 kilometer öster om delstatshuvudstaden Perth. Orten hade 49 invånare år 2021. Den ligger vid sjön Jilakin Lake.